# Ласко, Лех
Лех Ласко (пол. Lech Łasko; 2 июня 1956 года, Свидник) — польский волейболист, игрок национальной сборной в 1975—1984 годах, чемпион Игр XXI Олимпиады.

## Биография
Выступал за «Старт» (Люблин), «Авиа» (Свидник) и «Гвардию» (Вроцлав), в составе «Гвардии» три раза выигрывал чемпионаты Польши, был обладателем Кубка страны и участником финального турнира Кубка европейских чемпионов-1980/81.
Международная карьера волейболиста началась в 1975 году. Лех Ласко стал бронзовым призёром молодёжного чемпионата Европы и дебютировал в национальной сборной на взрослом континентальном первенстве, где поляки заняли 2-е место. В 1976 году стал чемпионом Олимпийских игр в Монреале.
Вернулся к выступлениям за сборную в 1978 году, пережив тяжёлую автомобильную аварию. На протяжении длительного времени был одним из ведущих игроков польской команды, участвовал на двух чемпионатах мира и Олимпиаде в Москве, в 1979, 1981 и 1983 годах был серебряным призёром чемпионатов Европы. Всего провёл 261 матч за сборную Польши. В 1982 году признан лучшим волейболистом Польши по версии журнала Przegląd Sportowy.
В 1985 году уехал в Италию, провёл два сезона в клубе «Вимеркате». После завершения спортивной карьеры остался жить с семьёй на Апеннинах. Сын Леха Ласко Михал также стал волейболистом, имеет итальянское гражданство, в составе сборной Италии в 2005 году выиграл чемпионат Европы.

## Результаты выступлений
- Олимпийские игры: 1976 — чемпион (провёл 6 матчей), 1980 — 4-е место (провёл 6 матчей).
- Чемпионаты мира: 1978 — 8-е место, 1982 — 6-е место.
- Чемпионаты Европы: 1975, 1979, 1981 и 1983 — серебряный призёр.
- Кубок мира: 1981 — 4-е место.
- Бронзовый призёр чемпионата Европы среди молодёжных команд (1975).
- Чемпион Польши (1979/80, 1980/81, 1981/82), серебряный (1982/83, 1983/84) и бронзовый (1975/76, 1978/79) призёр чемпионатов Польши. Обладатель Кубка Польши (1980/81).
- Бронзовый призёр Кубка европейских чемпионов (1980/81).